# Stygobromus smithi
Stygobromus smithi är en kräftdjursart som beskrevs av Leslie Raymond Hubricht 1943. Stygobromus smithi ingår i släktet Stygobromus och familjen Crangonyctidae. Inga underarter finns listade i Catalogue of Life.